# سلم وثعبان

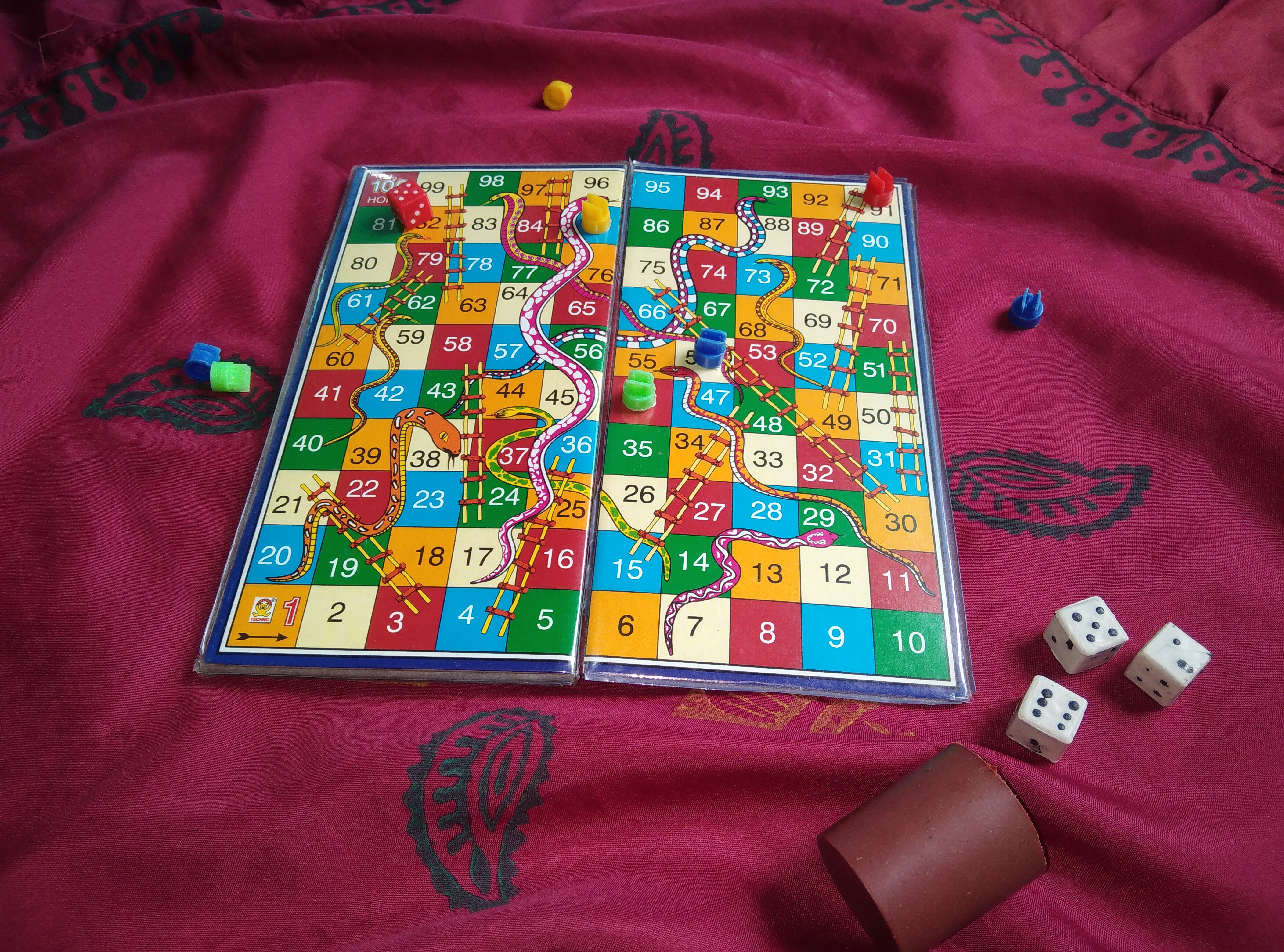
لعبة سلم وثعبان

سلم وثعبان أو الحية والسلم أو الحية والدرج هي لعبة كلاسيكية للأطفال ويتم لعبُها بوساطة النرد. وهي أحد أشهر الألعاب الشعبية الكلاسيكية الممتعة، ويُمارسها الكبار والصغار بالسن، كما أنها تُلعَب في جميع الأوقات وليس لها زمن محدد، سواء في داخل المنزل أو خارجه.
حيثُ تعتمد هذه اللعبة على أنظمة خاصة بها، وهي من الألعاب التي تُمكّن اللاعب من فهم التقلبات والتغيرات المستمرة في أنظمة الأعمال المختلفة، وتتميز هذه اللعبة بسهولتها وبساطتها، حيث يمكن للجميع أن يمارسوها، وتعتمد في لعبها على استخدام حجر النرد.
يلعبُها لاعبين فأكثر وتتكون من مربعات مرقمة على لوحةٍ كرتونية. في بعض المربعات ترسم السلالم والتي تربط بين مربعين بحيث أنه يتم الانتقال من الرقم ذو القيمة الأقل إلى الرقم الآخر ذو القيمة الأعلى. وفي بعض المربعات الأخرى ترسم الثعابين والتي تربط بين مربعين بحيث يتم الانتقال من المربع ذو القيمة الأعلى إلى المربع ذو القيمة الأقل. ظهرت اللعبة أولًا في إنكلترا وبيعت باسم «سلالم وثعابين» حتى أدخلها ميلتون برادلي إلى الولايات المتحدة باسم سلالم وقيطوات Chutes & ladders. سهولة اللعبة وبساطتها، جعلتها جذابةً للأطفال، لكن غياب جانب المهارة في اللعبة قلل من اهتمام واستمتاع الكبار بها.

## تاريخ اللعبة ونشأتها
- لعبة الحية والسلم نشأت في الهند حيث كانت مبنية على الأخلاقيات الاجتماعية وكان اسمها برامابادا سوبانام أي الطريق نحو الخلاص. من الهند انتقلت اللعبة إلى إنكلترا ومنها إلى الولايات المتحدة الأمريكية بوساطة ميلتون برادلي في عام 1943. كما تغيرت أسماؤها فكانت في بعض الأحيان تسمى بالسلم والمنزلق في الولايات المتحدة، كما تم تسميتها أيضًا بالسهم والثعبان وذلك في الهند ولم يحدث أي تغييرٍ في اللعبة طوال هذا الوقت ولكن يظل اسمها المشهور وهو السلم والثعبان.

## كيفية ممارسة اللعبة
- فهم هدف اللعبة: الهدف من ممارسة هذه اللعبة هو أن تكون أول لاعب يصل إلى محطة النهاية، عبر التحرك على اللوحة من المربع الأول وصولًا إلى المربع الكبير. ويتم لف معظم المربعات للأمام وللخلف، وستتحرك إلى الجهة اليسرى أو الجهة اليمنى في أول صف، ثم يتم الانتقال للصف الثاني وتتحرَّك من الجهة اليمنى إلى الجهة اليسرى.

- تحديد من سيبدأ باللعبة: يجب على كل لاعب إلقاء حجر النرد مرةً واحدة لمعرفة الحاصل على أعلى رقم، وهو من سيبدأ اللعبة، وبعد انتهائه من دوره، يلعب الشخص إلى يساره ويستمر اللعب على شكل حلقة تتجه يسارًا، حيث أنه إذا رمى الشخصان وحصلوا على نفس الرقم، يتم إعادة الرمية مرة أخرى.
- إلقاء الحجر والقيام بالتحرك: حيث يجب على اللاعب إلقاء حجر النرد مجددًا وقراءة الرقم الذي حصل عليه، والإمساك بالقطعة التي يلعب بها اللاعب في اللعبة، والقيام بالتحرك للأمام بالعدد الذي حصل عليه، فعلى سبيل المثال إذا ألقى اللاعب رقم 2 فإنه يحرّك قطعته إلى المربع 2، حيث أنه في الدور المقبل إن ألقى بالحجر وحصل رقم 6 فيجب تحريك القطعة بمقدار 6 مربعات؛ بحيث تصل إلى المربع رقم 8.
- تسلّق السلالم: السلالم الموجودة في كرتونة اللعبة تسمح لللاعب بالتحرك للأعلى والتقدم أسرع فأسرع، وإن نزل اللاعب مباشرة على مربع يظهر عليه سلّم فسيقوم بتحرك قطعته للمربع في أعلى السلم، وإن وقف اللاعب في خانة في أعلى سلم أو وسطه فيجب الوقوف مكانه.
- النزول عبر الثعابين: إن وقف اللاعب في خانة بها رأس ثعبان، فيجب القيام بتحريك قطعته إلى المربع في أسفله، وإن وقف اللاعب على الخانة في وسط أو أسفل ثعبان، فيجب الوقوف بالمكان نفسه بشكل عادي؛ لأن اللاعب ينزل فقط إن وقف عند رأس الثعبان (الحية).
- اللعب دوراً اضافياً إن ألقى اللاعب برقم ستة: يحصل اللاعب على دور ثاني، والقيام أولًا بتحريك القطعة الخاصة به للأمام بمقدار ستة مربعات، ثم القيام بالقاء الحجر مرة ثانية. وإن نزل اللاعب على أي ثعابين أو سلالم، فيجب اتباع التعليمات والقواعد بشأن التحرك للأعلى أو السفل، والبقاء ثانية لأخذ دوره الثاني طالما استمرّ اللاعب في إلقاء الرقم ستة فيمكنه الاستمرار بالتحرك.
- الهبوط على المربع الأخير لضبط وضمان النجاح والفوز: اللاعب الذي يصل لآخر مربع أولًا على اللوحة يفوز، وعادة ما يكون رقم الأخير هو 100، كما أن هناك قاعدة في حالة إن قام اللاعب برمي رقم أعلى من اللازم، فسيقوم اللاعب بوضع قطعته عند المربع الأخير ويعود للخلف. ويمكن للاعب الفوز والنجاح فقط عبر إلقاء العدد المحدد المطلوب للهبوط والنزول على المربع الأخير وهو رقم 100.[5]

## الأشياء التي ستحتاج إليها لممارسة اللعبة
- لوحة السلم والثعبان (مصنوعة في المنزل أو متوافرة متواجدة في المحلات والمكاتب)
- حجر نرد